# Bethlehem-Kirche (Hamburg-Eimsbüttel)

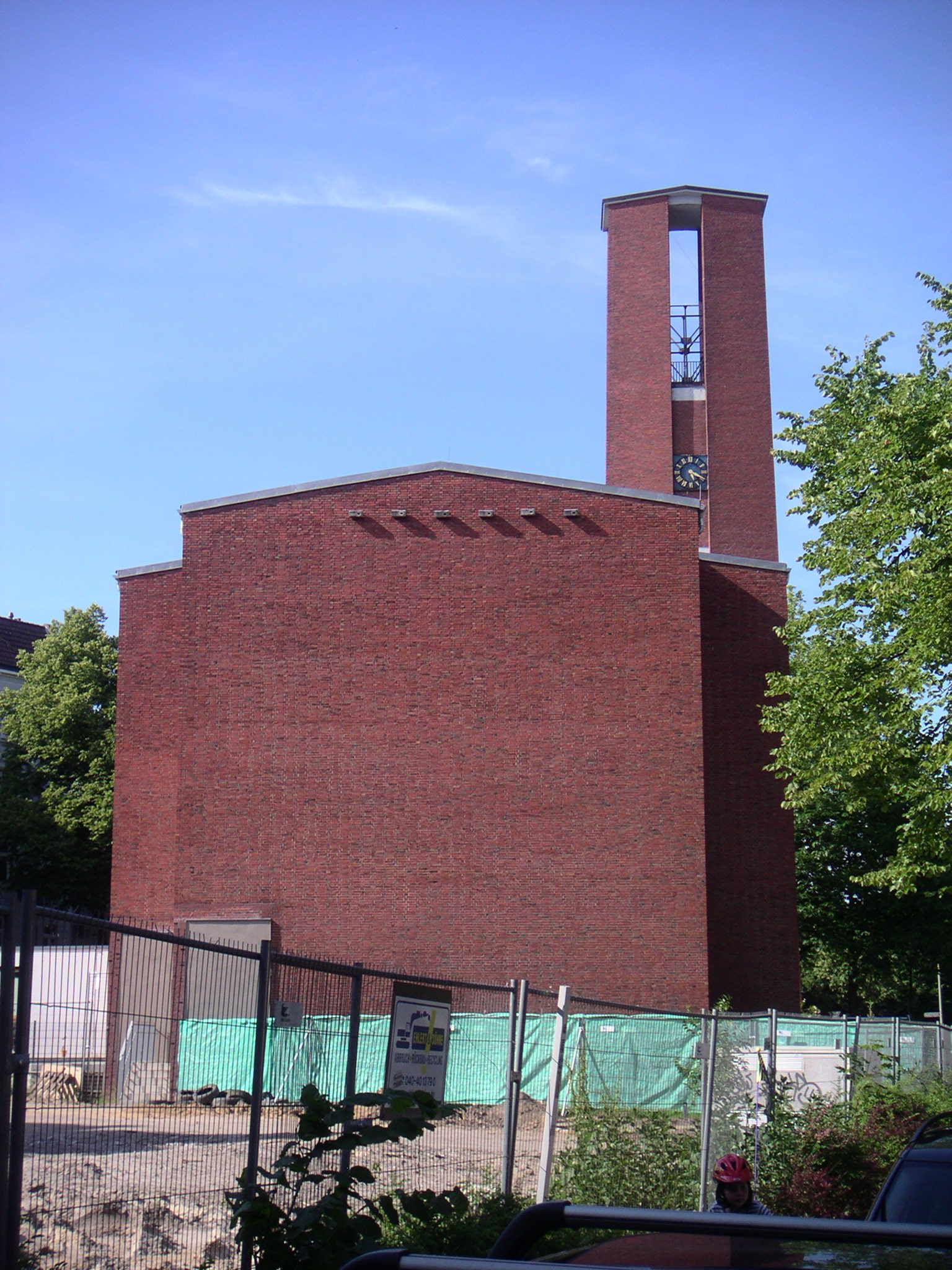
Ansicht von Süden (2012)

Die Bethlehem-Kirche in Hamburg-Eimsbüttel war ein der Ev . Luth. Kirchengemeinde Eimsbüttel angehörendes Kirchengebäude. Sie wurde in den  Jahren 1958 bis 1959 durch den Hamburger Architekten Joachim Matthaei errichtet.

## Bau und Nutzung als Kirche
Das Gebäude galt bald nach seiner Fertigstellung als einer der wenigen im überregionalen Vergleich herausragenden Hamburger Sakralbauten der Nachkriegszeit. Als Baumaterialien wurden auf einem Stahlbetonskelett Klinkerfassaden und Betonformsteine für die direkt unter dem Dach umlaufenden Fensterbänder verwendet. Der Entwurf ist sparsam ausgeführt und gibt dem Gebäude einen betont introvertierten Eindruck. Zeittypisch ist der vom Kirchenschiff getrennte schlanke Turm und der niedrige als Taufkapelle genutzte Anbau.
Im Inneren wurden die Wände aus akustischen Gründen gefaltet und bestehen dort ebenfalls aus Backstein. Die Ornamentik an den Wänden entwarf Nanette Lehmann und versuchte damit den Stammbaum Jesu zu symbolisieren. Das Altarkreuz und die bronzene Eingangstür sind Entwürfe von Fritz Fleer. Gerade die Tür zeigt eine Vielfalt von Szenen aus der Geburtsgeschichte Jesu mit Bezug zu Bethlehem. Der Entwurf der Fenster stammt von Theo Ortner.
Die Kirche hatte mehr als 400 Sitzplätze, verfügte über eine Walcker-Orgel und war im Turm mit vier Bronzeglocken aus der Glockengießerei Rincker ausgestattet, die nach der Entwidmung 2008 an die Christuskirche weitergegeben wurden, um dort Stahlglocken zu ersetzen:
| Schlagton | Gewicht (kg) | Durchmesser (mm) | Gießer, Gussort                     | Gussjahr | Inschrift |
| --------- | ------------ | ---------------- | ----------------------------------- | -------- | --- |
| a1        | 700          | 1005             | Glockengießerei Gebr. Rincker, Sinn | 1960     | „BETHLEHEM-KIRCHE HAMBURG 1960“ „wunderbar rat kraft + held ewig-vater friede-fürst“                               |
| c2        | 420          | 850              | Glockengießerei Gebr. Rincker, Sinn | 1960     | „BETHLEHEM-KIRCHE HAMBURG 1960“                                                                                    |
| d2        | 300          | 760              | Glockengießerei Gebr. Rincker, Sinn | 1959     | „BETHLEHEM-KIRCHE HAMBURG 1959“ „CHRISTUS NATUS EX MARIA“                                                          |
| f2        | 170          | 630              | Glockengießerei Gebr. Rincker, Sinn | 1959     | „BETHLEHEM-KIRCHE HAMBURG 1959“ „GOTT VATER kyrie + eleison SOHN christe + eleison HEILIGER GEIST kyrie + eleison“ |

## Hintergrund der Entwidmung der Kirche
Aufgrund geringer Besucherzahlen und daraus resultierender ungeklärter Finanzierung stimmte die Hamburger evangelisch-lutherische Bischöfin Maria Jepsen im Jahre 2005 der Entwidmung der Kirche zu, die seit längerem nicht mehr genutzt wurde, da die vier in Eimsbüttel ansässigen Kirchen St. Stephanus, Christuskirche, Apostelkirche und Bethlehem-Kirche zu einer neuen Großgemeinde Eimsbüttel zusammengefasst wurden.
Ein geplanter Abriss kam nicht zustande, da Denkmalschutz besteht.

## Nutzung nach der Entwidmung
Seit dem 11. Oktober 2010 wird das Gebäude durch den bereits vorher auf dem Kirchengelände betriebenen Kindergarten Alardusstraße genutzt.

## Fotografien und Karte
Koordinaten: 53° 34′ 36,8″ N, 9° 57′ 46,9″ O

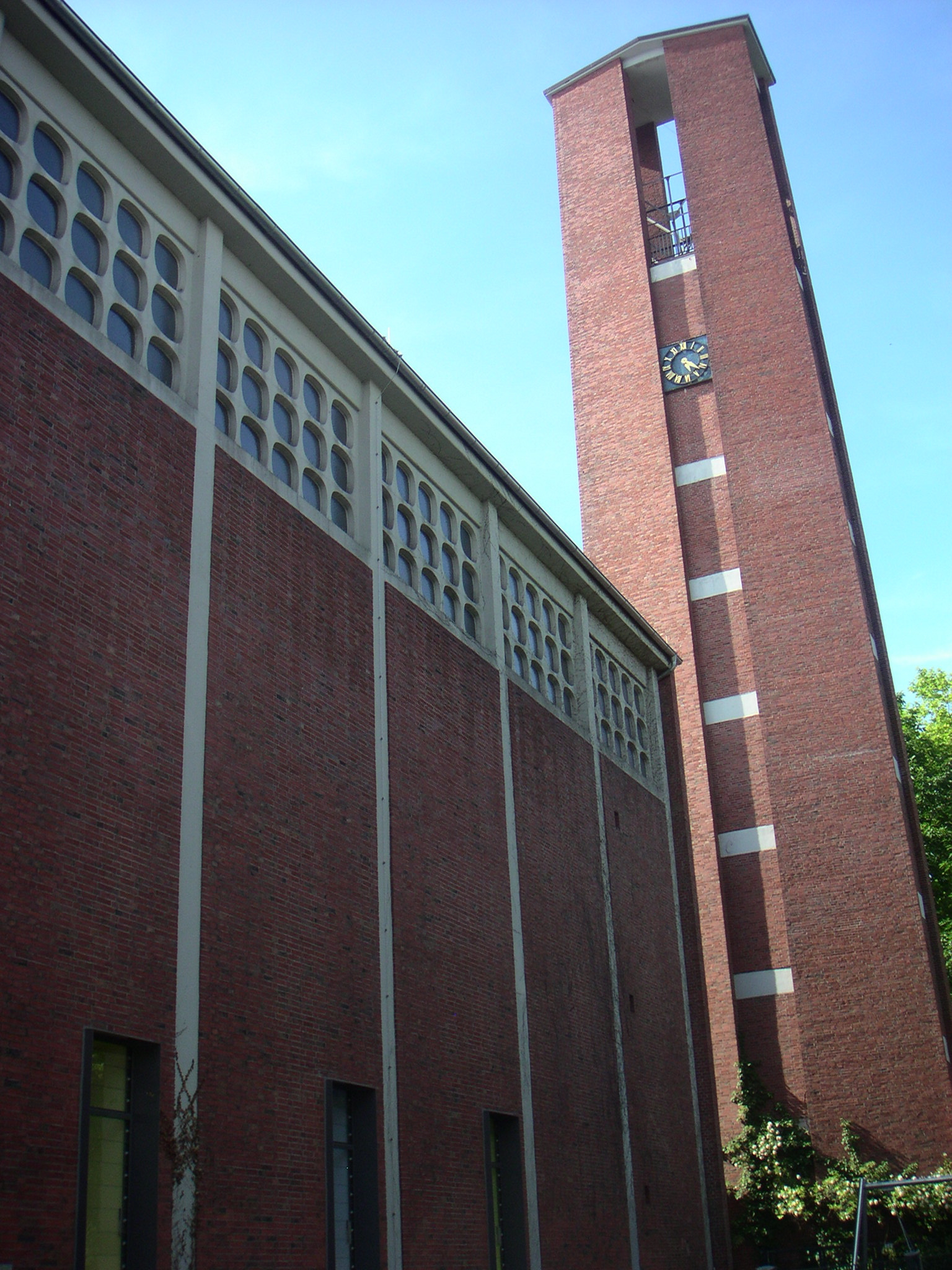
Turm und Ostseite des Kirchenschiffs
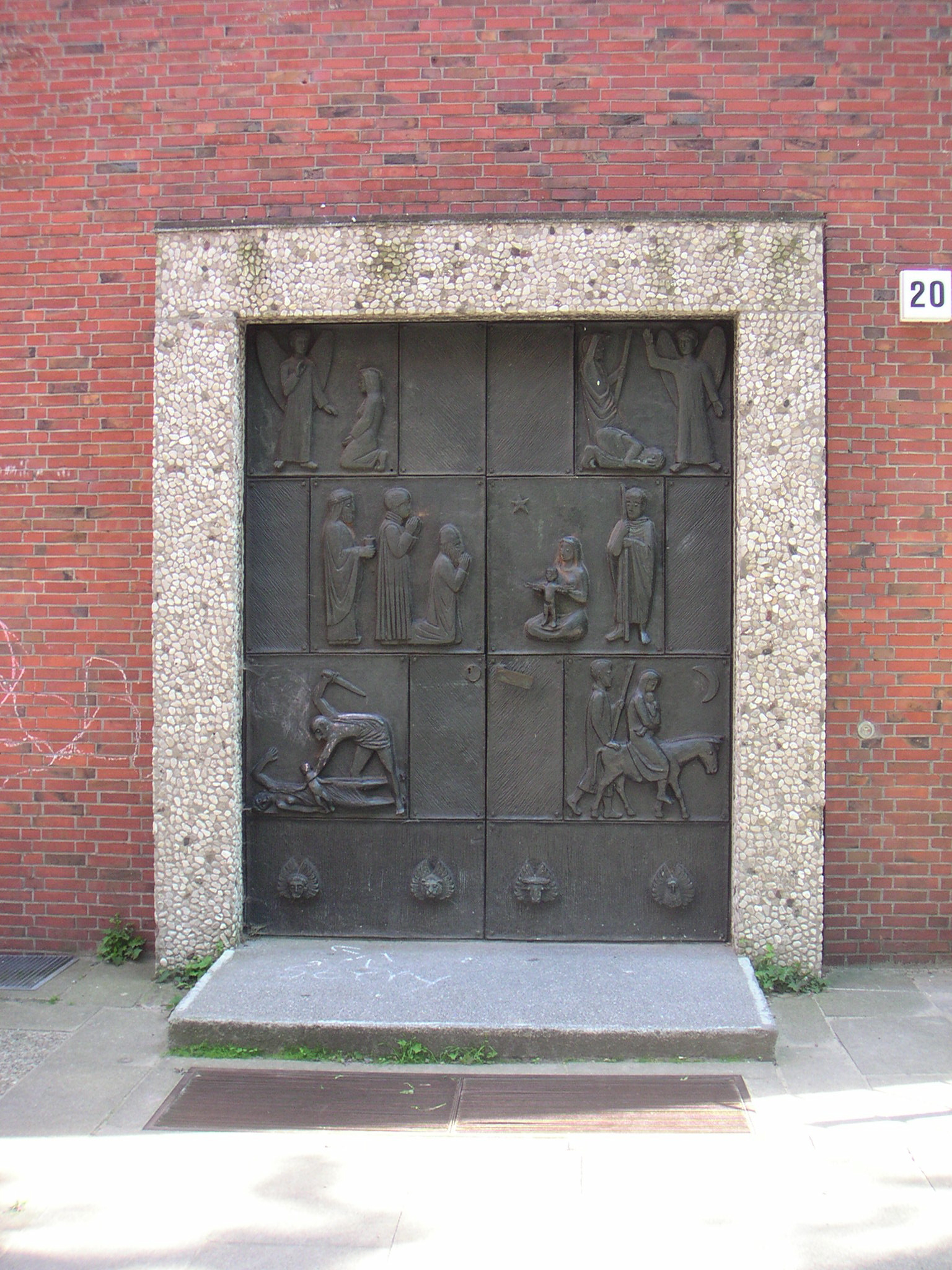
Eingangstür